# Anochetus punctaticeps
Anochetus punctaticeps är en myrart som beskrevs av Mayr 1901. Anochetus punctaticeps ingår i släktet Anochetus och familjen myror. Inga underarter finns listade i Catalogue of Life.

## Bildgalleri

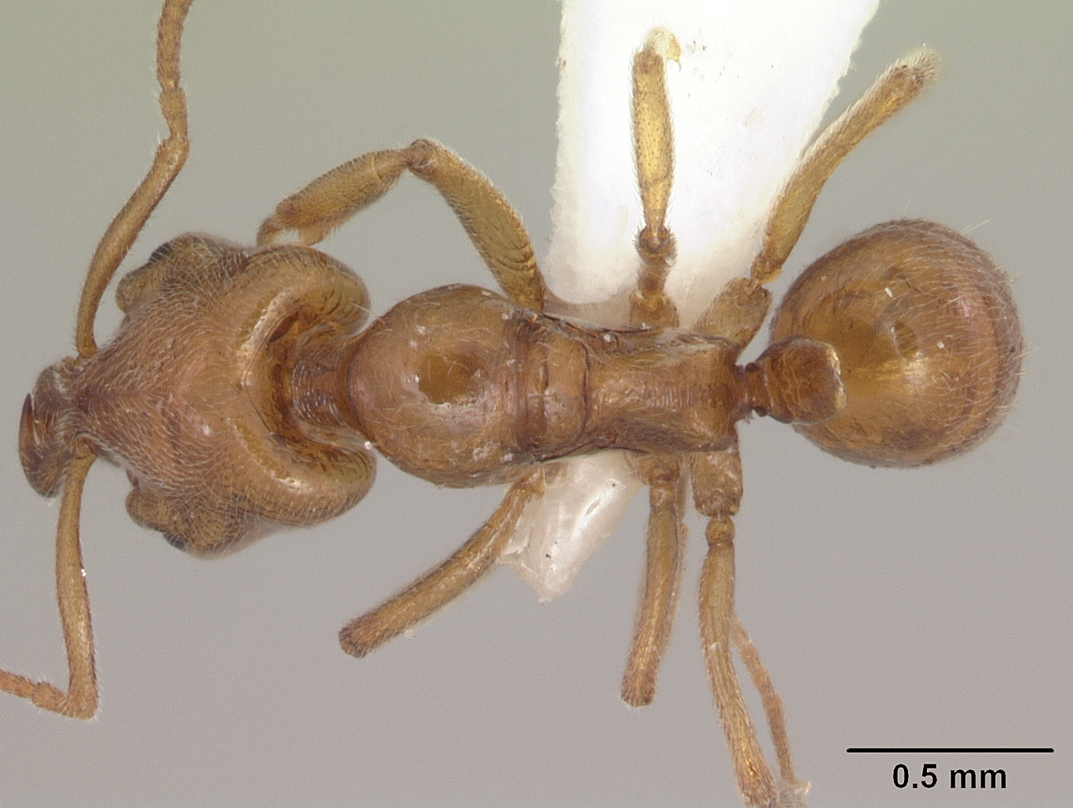
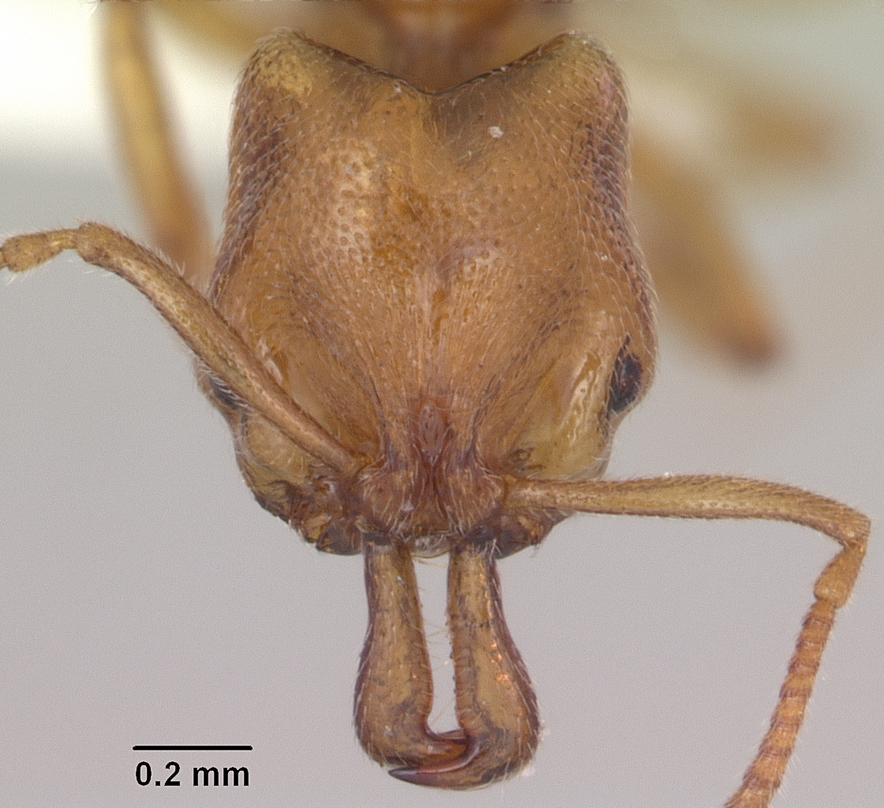
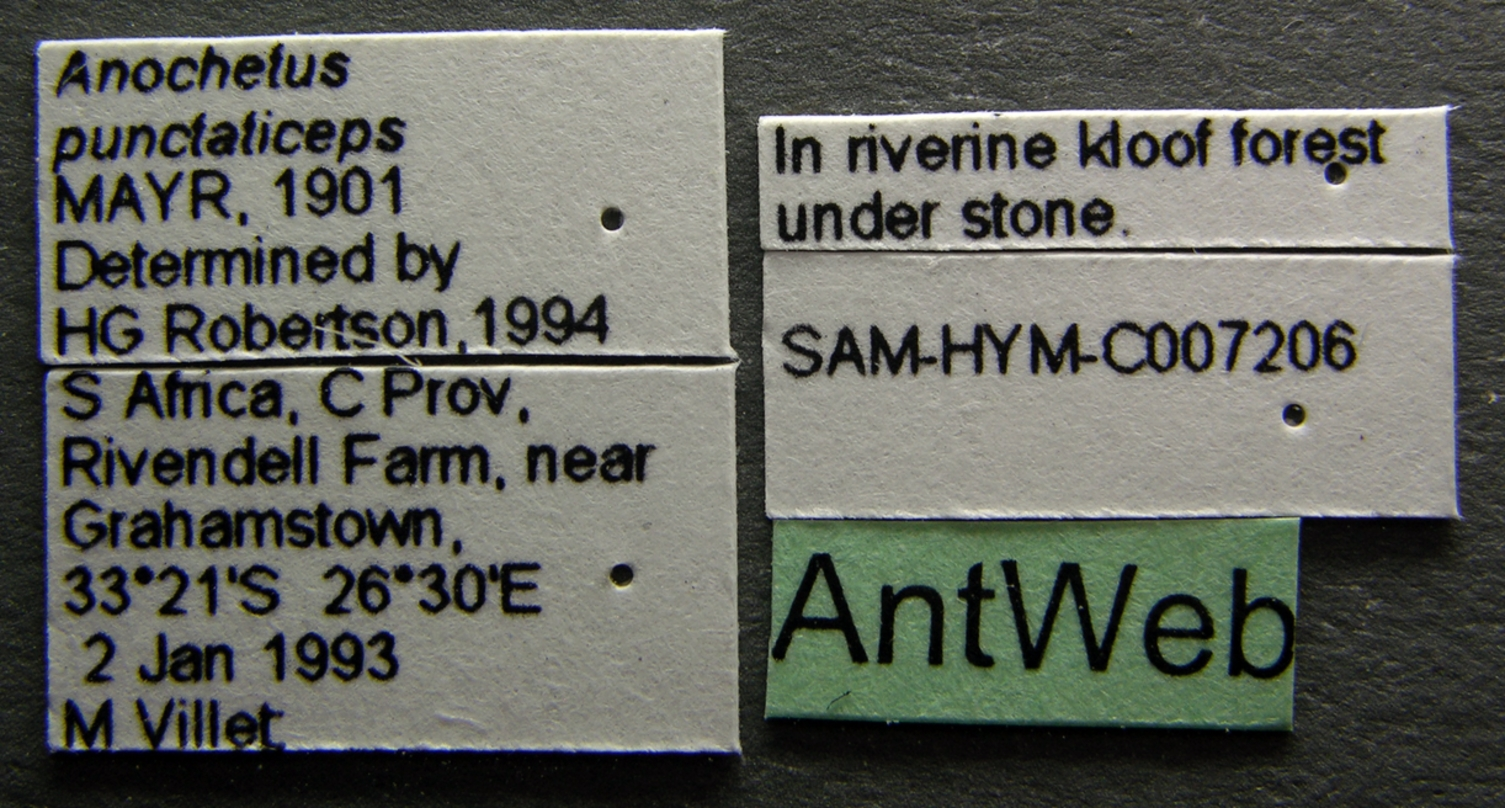
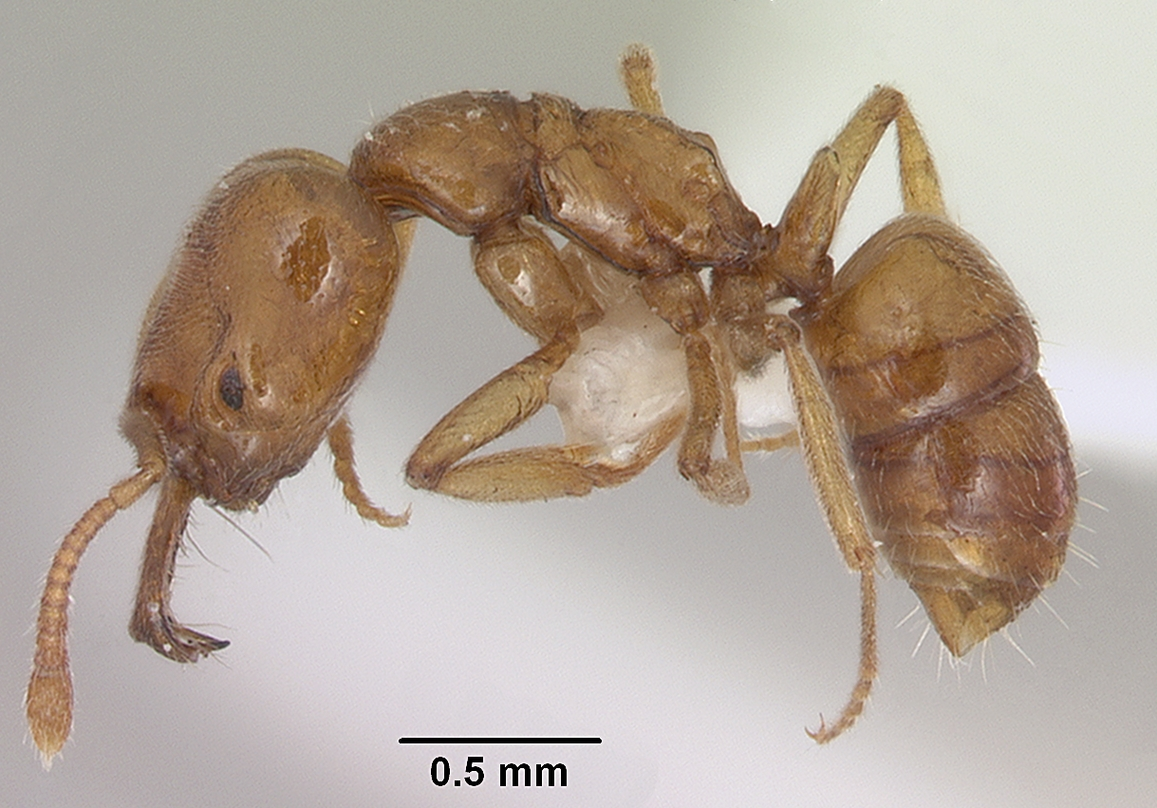
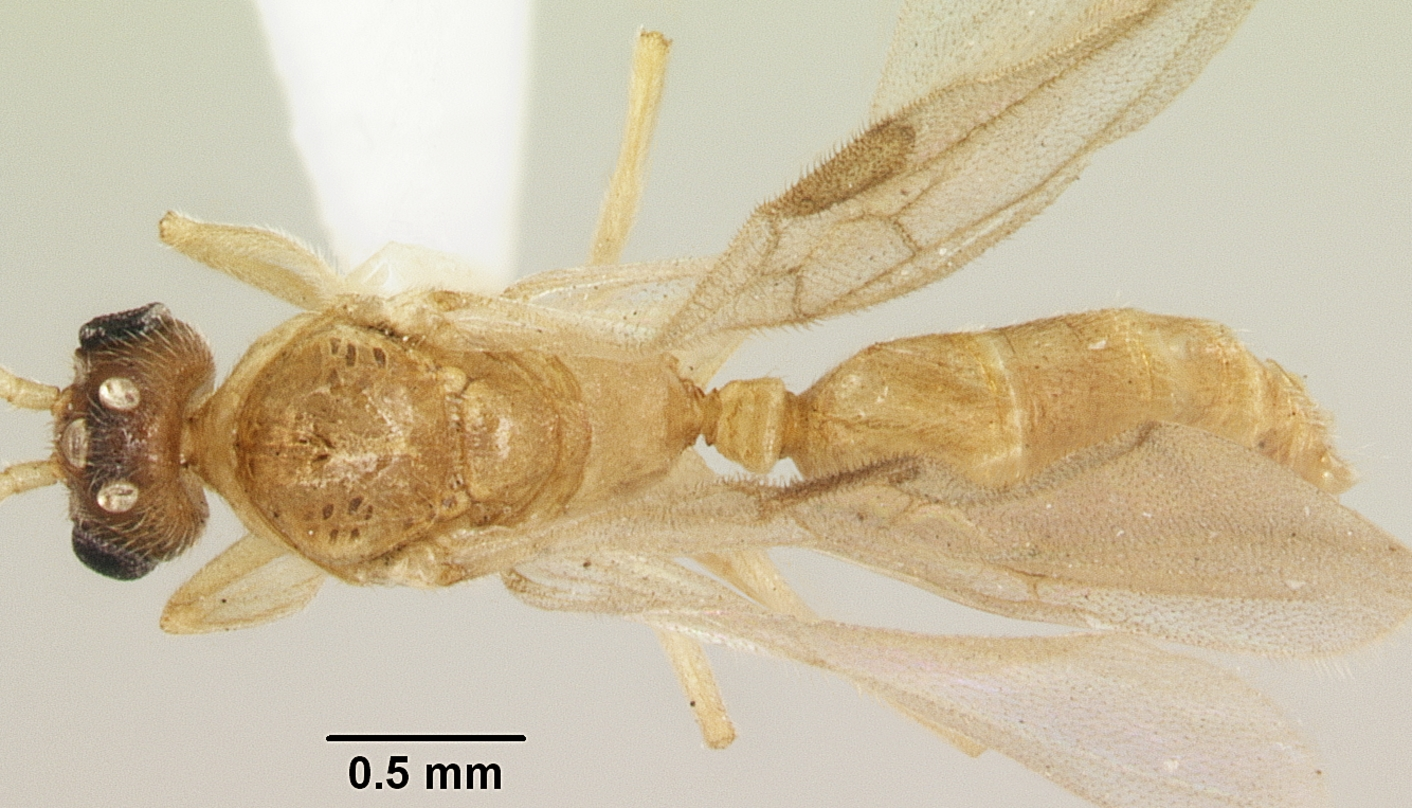
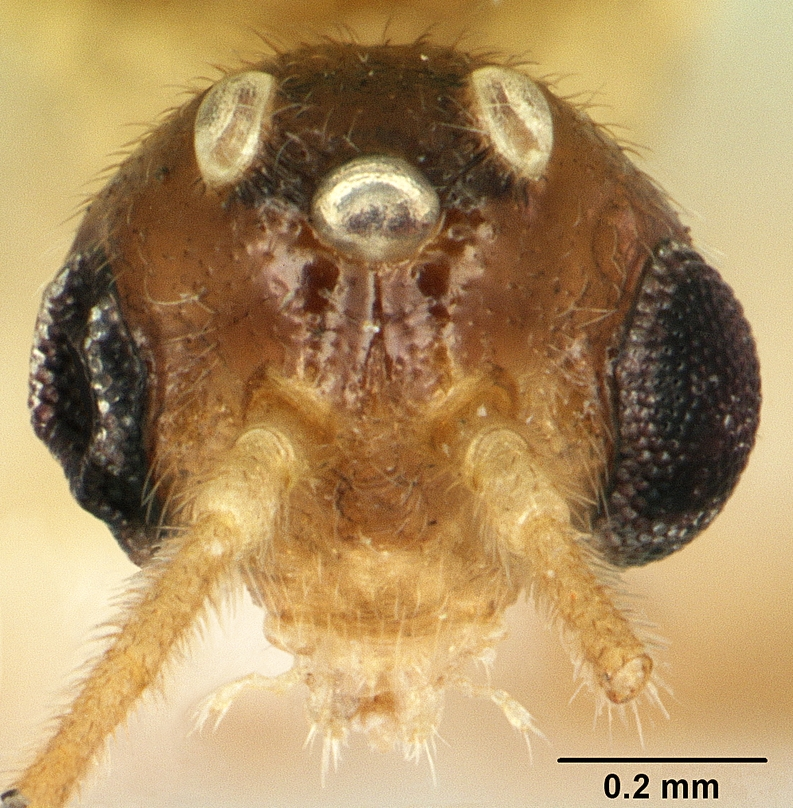